# Cryptocarya kostermansiana
Cryptocarya kostermansiana är en lagerväxtart som beskrevs av C. K. Allen. Cryptocarya kostermansiana ingår i släktet Cryptocarya och familjen lagerväxter. Inga underarter finns listade i Catalogue of Life.